# Emilia di Oldenburg
Emilia Antonia di Oldenburg (Delmenhorst, 15 giugno 1614 – Rudolstadt, 4 dicembre 1670) è stata una nobile tedesca.

## Biografia
Era figlia del Conte Antonio II di Oldenburg e di sua moglie, Sibilla Elisabetta di Brunswick-Dannenberg. Fu dal 1646 al 1667 reggente della Contea di Schwarzburg-Rudolstadt per conto del figlio Alberto Antonio
Emilia sposò il 4 febbraio 1638 a Rudolstadt, il Conte Luigi Günther di Schwarzburg-Rudolstadt, al quale diede i seguenti eredi:
- Sofia Giuliana (1639-1672)
- Ludmilla Elisabetta (1640-1672)
- Alberto Antonio (1641-1710), Principe di Schwarzburg-Rudolstadt
- Cristiana Maddalena (1642-1672)
- Maria Susanna (1646-1688)

con la morte del marito nel 1646 ella governò la contea in tutela dell'unico figlio maschio erede al trono. Fece inoltre educare tutti i propri figli con spirito religioso e riuscì ad inserirli nel circolo della Società dei Carpofori. Inoltre, fu ella a scegliere Ahasverus Fritsch come tutore dei propri eredi, che sotto il figlio Alberto Antonio ottenne anche il titolo di Cancelliere.

## Ascendenza
|                                               |                                     |                                        | Genitori                                      |  |  | Nonni |  |  | Bisnonni                   |  |  | Trisnonni                   |  |
|                                               |                                     |                                        |                                               |  |  |       |  |  | 8. Giovanni V di Oldenburg |  |  | 16. Gerardo VI di Oldenburg |  |
|                                               |                                     |                                        |                                               |  |  |       |  |  | 8. Giovanni V di Oldenburg |  |  | 16. Gerardo VI di Oldenburg |  |
|                                               |                                     | 17. Adelaide di Tecklenburg            |                                               |  |  |       |  |  | 8. Giovanni V di Oldenburg |  |  |                             |  |
| 4. Antonio I di Oldenburg                     |                                     |                                        |                                               |  |  |       |  |  | 8. Giovanni V di Oldenburg |  |  |                             |  |
|                                               |                                     | 9. Anna di Anhalt-Zerbst               | 18. Giorgio I di Anhalt-Zerbst                |  |  |       |  |  |                            |  |  |                             |  |
|                                               |                                     | 9. Anna di Anhalt-Zerbst               | 18. Giorgio I di Anhalt-Zerbst                |  |  |       |  |  |                            |  |  |                             |  |
|                                               |                                     | 9. Anna di Anhalt-Zerbst               | 19. Anna di Lindow-Ruppin                     |  |  |       |  |  |                            |  |  |                             |  |
| 2. Antonio II di Oldenburg-Delmenhorst        |                                     | 9. Anna di Anhalt-Zerbst               |                                               |  |  |       |  |  |                            |  |  |                             |  |
|                                               |                                     | 10. Magnus I di Sassonia-Lauenburg     | 20. Giovanni V di Sassonia-Lauenburg          |  |  |       |  |  |                            |  |  |                             |  |
|                                               |                                     | 10. Magnus I di Sassonia-Lauenburg     | 20. Giovanni V di Sassonia-Lauenburg          |  |  |       |  |  |                            |  |  |                             |  |
|                                               |                                     | 10. Magnus I di Sassonia-Lauenburg     | 21. Dorotea di Brandeburgo                    |  |  |       |  |  |                            |  |  |                             |  |
| 5. Sofia di Sassonia-Lauenburg                |                                     | 10. Magnus I di Sassonia-Lauenburg     |                                               |  |  |       |  |  |                            |  |  |                             |  |
|                                               |                                     | 11. Caterina di Brunswick-Wolfenbüttel | 22. Enrico IV di Brunswick-Wolfenbüttel       |  |  |       |  |  |                            |  |  |                             |  |
|                                               |                                     | 11. Caterina di Brunswick-Wolfenbüttel | 22. Enrico IV di Brunswick-Wolfenbüttel       |  |  |       |  |  |                            |  |  |                             |  |
|                                               |                                     | 11. Caterina di Brunswick-Wolfenbüttel | 23. Caterina di Pomerania-Wolgast             |  |  |       |  |  |                            |  |  |                             |  |
| 1. Emilia Antonia di Oldenburg-Delmenhorst    |                                     | 11. Caterina di Brunswick-Wolfenbüttel |                                               |  |  |       |  |  |                            |  |  |                             |  |
|                                               | 12. Ernesto I di Brunswick-Lüneburg | 24. Enrico di Brunswick-Lüneburg       |                                               |  |  |       |  |  |                            |  |  |                             |  |
|                                               | 12. Ernesto I di Brunswick-Lüneburg | 24. Enrico di Brunswick-Lüneburg       |                                               |  |  |       |  |  |                            |  |  |                             |  |
|                                               | 12. Ernesto I di Brunswick-Lüneburg | 25. Margherita di Sassonia             |                                               |  |  |       |  |  |                            |  |  |                             |  |
| 6. Enrico III di Brunswick-Dannenberg         | 12. Ernesto I di Brunswick-Lüneburg |                                        |                                               |  |  |       |  |  |                            |  |  |                             |  |
|                                               |                                     | 13. Sofia di Meclemburgo-Schwerin      | 26. Enrico V di Meclemburgo-Schwerin          |  |  |       |  |  |                            |  |  |                             |  |
|                                               |                                     | 13. Sofia di Meclemburgo-Schwerin      | 26. Enrico V di Meclemburgo-Schwerin          |  |  |       |  |  |                            |  |  |                             |  |
|                                               |                                     | 13. Sofia di Meclemburgo-Schwerin      | 27. Ursula di Brandeburgo                     |  |  |       |  |  |                            |  |  |                             |  |
| 3. Sibilla Elisabetta di Brunswick-Dannenberg |                                     | 13. Sofia di Meclemburgo-Schwerin      |                                               |  |  |       |  |  |                            |  |  |                             |  |
|                                               |                                     | 14. Francesco I di Sassonia-Lauenburg  | 28. Magnus I di Sassonia-Lauenburg (= 10)     |  |  |       |  |  |                            |  |  |                             |  |
|                                               |                                     | 14. Francesco I di Sassonia-Lauenburg  | 28. Magnus I di Sassonia-Lauenburg (= 10)     |  |  |       |  |  |                            |  |  |                             |  |
|                                               |                                     | 14. Francesco I di Sassonia-Lauenburg  | 29. Caterina di Brunswick-Wolfenbüttel (= 11) |  |  |       |  |  |                            |  |  |                             |  |
| 7. Ursula di Sassonia-Lauenburg               |                                     | 14. Francesco I di Sassonia-Lauenburg  |                                               |  |  |       |  |  |                            |  |  |                             |  |
|                                               |                                     | 15. Sibilla di Sassonia                | 30. Enrico IV di Sassonia                     |  |  |       |  |  |                            |  |  |                             |  |
|                                               |                                     | 15. Sibilla di Sassonia                | 30. Enrico IV di Sassonia                     |  |  |       |  |  |                            |  |  |                             |  |
|                                               |                                     | 15. Sibilla di Sassonia                | 31. Caterina di Meclemburgo-Schwerin          |  |  |       |  |  |                            |  |  |                             |  |
|                                               |                                     | 15. Sibilla di Sassonia                |                                               |  |  |       |  |  |                            |  |  |                             |  |